# Goju-ryu
Goju-ryu (剛柔流, Gōjū-ryū) é um estilo de caratê desenvolvido por Chojun Miyagi, originário de Oquinawa, no Japão. O estilo conjuga técnicas duras e firmes com técnicas suaves e circulares, daí seu nome go, de duro, ju, de suave e ryu, de estilo.

## História
O Goju-ryu foi criado por Chojun Miyagi (宮城長順, Miyagi Chōjun?), nascido em 25 de abril de 1888, na cidade de Naha, ilha principal do arquipélago de Okinawa no seio de uma família rica. Miyagi faleceu em Outubro de 1953 com problemas no coração. Seu principal instrutor foi Kanryo Higashionna.

#### Chojun Miyagi

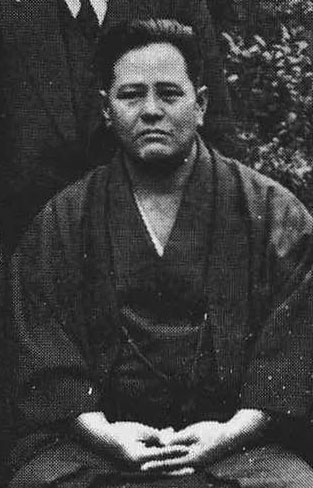
Chojun Miyagi

Chojun Miyagi começou seu treinamento com  Ryuko Aragaki, por volta de 1900. Na época ele tinha entre 11 ou 12 anos de idade. Aos 14, foi apresentado por Aragaki ao Sensei Kanryo Higashionna, com quem treinou Naha-te até 1916, ano de seu falecimento.
Por influência de Higashiona, Miyagi fez sua primeira viagem à China em 1915 e lá aperfeiçou seu treinamento durante um ano. Em 1921 ele apresenta a outros mestres o Okinawa-te, durante a visita do imperador Hirohito ao território de Okinawa. Em1925 ele apresenta o Okinawa-te para o príncipe Chichibu e, em 1927 para o fundador do Judo, Jigoro Kano. Em 1929, Miyagi nomeia o seu estilo de Goju-ryu, após seu aluno, Jinan Shinzato, apresenta-lhe um kata um episódio em que seu aluno, Jinan Shinzato, ao fazer uma apresentação de Kata na ilha principal do Japão é perguntado qual é seu estilo e este não tinha uma resposta. O nome Goju Ryu foi retirado do artigo 13 do Bubishi de Okinawa, um livro sobre as artes marciais chinesas. Nele constava que "O caminho da inspiração e da expiração é tanto forte e duro quanto suave".
Duas datas importantes na história do Goju-ryu demonstram a aceitação do estilo indígena okinawense de auto-defesa nas ilhas principais do Japão: 1 - o estilo Goju-ryu foi reconhecido oficialmente no ano de 1933 como um Budo pela Dai Nippon Butoku Kai e 2 - em 1998 uma nova versão desta organização reconhece o Goju-ryu como um Koryu e uma forma de Bujutsu.
Em 1936 Miyagi fez  sua segunda viagem para a China, vindo a falecer em 1953. O fundador do Goju Ryu deixou muitos discípulos, mas nenhum sucessor. Os principais alunos de Miyagi que deram continuidade aos seus ensinamentos foram: Seiko Higa, Meitoku Yagi, Eiichi Miyazato e Seikichi Toguchi. Nas ilhas principais do Japão: Gogen Yamaguchi.
| “ | Não agredir os demais e não ser agredido pelos demais; O princípio é a paz sem incidentes. 人に打たれず 人を打たず 事なきを基とするなり （宮城朝順）Chojun Miyagi | ” |

#### Kanryo Higaonna
Kanryo Higaonna nasceu em 1853, vindo a falecer em 1915, aos 63 anos. Por volta dos dezessete começou a treinar karatê com o mestre Seisho Arakaki. Higaonna queria viajar para a China a fim de estudar, mas não tinha dinheiro. Quem o ajudou foi Udon Yoshimura, um proprietário de navio mercante do porto de Naha. Ainda jovem Higaonna viajou para Fuzhou, capital da província de Fujian, na China. Lá permaneceu entre os anos de 1874 à 1877 estudando o Wushu chinês. Higaonna foi discípulo do mestre Xie Zhongxiang, que lhe ensinou o estilo da Garça Branca, ou  Bai He Quan. Após seu regresso à Okinawa,  como retribuição, transmitiu aos dois filhos de Yoshimura o que aprendeu de Zhongxiang. Com a fama e a propagação de suas habilidades, passou a ensinar membros da família real. Mais tarde, abriu seu próprio dojo e, em 1905, começou a ensinar Goju Ryu em uma escola municipal de Naha.
Kanryo Higaonna tornou-se notório principalmente pela sua força e velocidade. Sua arte tornou-se conhecida como Naha-te pelos historiadores do Karate. Após a sua morte, seus mais notáveis sucessores foram Chojun Miyagi, Juhatsu Kyoda, Seiko Higa e Kenwa Mabuni. 

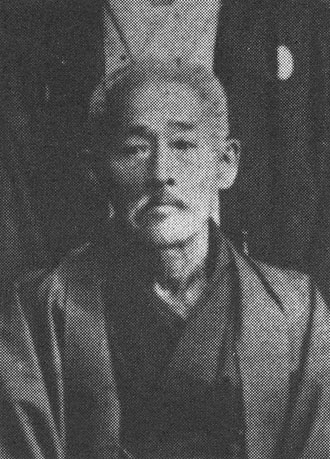
Kanryo Higaonna

## Características
O estilo, como o próprio nome denota, é marcado pela busca da harmonia e a combinação entre rigidez e flexibilidade. O Goju ensina a agir com força ou brandura, com rapidez ou suavidade.
Caracteriza-se por movimentos circulares, e não apenas lineares, como é comum de outros estilos de karatê. As defesas também são circulares e amplas, permitindo a aplicação de projeções, torções e chaves. Dessa forma, pode-se dizer que o estilo é especializado em combate à curta distância.
Outras características são o uso de bases como sanchin dachi, neko ashi dachi e shiko dachi. Inclui o trabalho de contração muscular, com a respiração profunda e o uso de chutes baixos visando os joelhos.
É tradição do estilo o uso de aparelhos nos treinamentos como o Hojo Undo, um sistema de musculação que utiliza o Chishi, o Nigiri Game, o Kongoken e o Ishi Sashi. Outra técnica peculiar do estilo é o Kakie,  um exercício em dupla que treina combates à curta distancia, com a possibilidade de projeções e chaves.
Além do Goju-ryu, pode-se dizer que os estilos originários da região de Naha como o Uechi-ryu, o Toon-ryu e o Ryuei-ryu tem influência do Wushu chinês, da região de Fujian. principalmente dos estilos Bai He Quan e do Pangainun.
Estes estilos, nativos do antigo reino de Ryukyu, não sofreram fortes influências do bujutsu japonês, mantendo suas raízes chinesas, tampouco passaram por modernizações ou ocidentalizações.
A síntese do estilo Goju-ryu é:
- a busca do combate a curta distância (sendo a estratégia de combate diferente do shiai kumite);
- movimentos circulares;
- aplicação de chutes baixos e varridos;
- a conciliação entre força, flexibilidade e respiração;
- contração muscular go e ju;
- a respiração sonora (ibuki).

Alguns dos fundamentos do Goju-ryu, segundo Morio Higaonna, são:
- Os princípios secretos do Goju-Ryu estão no Kata.
- O Karate Goju-Ryu é a manifestação da harmonia da natureza dentro de nós.
- O caminho do Goju-Ryu é a busca da virtude.[18]

## Kata
Kata ( 形 ou 型, forma?) é uma sequência de movimentos de defesa e ataque e são parte essencial do ensino do Karate. Neles se encontram os fundamentos de cada estilo. Classicamente o Goju-ryu possui 12 Katas, sendo Sanchin e Tensho os mais emblemáticos. Eles representam as formas dura e suave que nomeiam o estilo. Tensho foi criado por Chojun Miyagui e seu assistente e amigo Kenwa Mabuni. Este lhe sugeriu a ideia de acordo com as memórias de seu filho de Mabuni. O Kata Gekisai Ichi, conhecido como Fukyugata, foi uma criação conjunta entre Miyagi e Shoshin Nagamine para propagar o Karate. Já o Kata Gekisai Ni é uma alteração do Gekisai Ichi feita por Miyagi. Todos os demais Katas clássicos são comumente creditados como trazidos da China por Kanryo Higoshionna e Chojun Miyagi.
Dizia-se que os alunos treinavam primeiro o Sanchin por pelo menos um ano. Depois havia uma especialização em um ou dois Katas por parte de cada aluno, normalmente Seienchin ou Seisan. Segundo fontes, o único aluno de Miyagi a apreender todos os Katas diretamente do mestre foi Eiichi Miyazato. Outros afirmam que foi Meitoku Yagi. Hoje em dia, todos os Katas são ensinados conforme a progressão do aluno no sistema de Kyu e Dan. O ensino segue um programa padrão que varia de acordo com a escola, não havendo restrições ou especializações.

### Goju-ryu Kata
1. Sanchin (三戦) - 3 batalhas.
2. Tensho (転掌) - Mãos circulares.
3. Gekisai Ichi (擊碎 1) - Atacar e destruir 1.
4. Gekisai Ni (擊碎 2) - Atacar e destruir 2.
5. Saifa (碎破) - Esmagar e destruir.
6. Sepai (十八手) - 18 mãos.
7. Seyunchin/Seienchin (制引戦) - Controlar e suprimir a batalha.
8. Shisochin (四向戦) - Batalhar nas 4 direções.
9. Sanseru (三十六手) - 36 mãos.
10. Seisan (十三手) - 13 mãos.
11. Kururunfa (久留頓破) - Resistir longamente e abruptamente dilacerar.
12. Suparinpe (壱百零八手) - 108 mãos.

### Kata das escolas
Além do conjunto tradicional de 12 Katas, existe uma tendência de que cada escola Goju-ryu adicione ao seu currículo outros Katas. Estes são criados geralmente pelo fundador das várias linhagens, ou por seus descendentes, e servem para identificar a qual escola um karateca pertence.

IKGA
- Taikyoku Jodan Ichi
- Taikyoku Jodan Ni
- Taikyoku Chudan Ichi
- Taikyoku Chudan Ni
- Taikyoku Gedan Ichi
- Taikyoku Gedan Ni
- Taikyoku Kake Uke Ichi
- Taikyoku Kake Uke Ni
- Taikyoku Mawashi Uke Ichi
- Taikyoku Mawashi Uke Ni
- Genkaku
- Chikaku
- Koryu
- Tenryu
- Kenshu
- Shoshu
- Ryoshu

Jundokan
- Tachi Kata
- Fukyu Kata Ichi
- Fukyu Kata Ni
- Fukyu Kata San

Kenshikai
- Fukyu kata ichi
- Fukyu kata ni
- Kyozaikata

Ken-Shin-Kan
- Kanchu
- Ryufa
- Kenshin ryu
- Uke Godan
- Enpi Godan
- Tegatana Godan
- Teisho Godan
- Tsuki Godan[23]

Meibukan
- Tenchi
- Seiryu
- Byakko
- Shujakku
- Genbu

Kenpou-kai
- Gekiha
- Kakuha

Seigokan
- Kihon Kata
- Uke no Kata

Senbukan
- Gekisai dai san
- Gekisai dai yon

Shoreikan
- Fukyu kata ichi
- Fukyu kata ni
- Gekisai san
- Gekiha ichi
- Gekiha ni
- Kakuha ichi
- Kakuha ni
- Hakutsuru

### Kobudo kata
Algumas escolas de Goju-ryu incluem em seus currículos katas do Kobudo, por ex. a Shodokan, a Jinbukan, a Kenshikai e a Meibukan. O Okinawa Kobudo(沖縄古武道) é a arte irmã do Karate, se utiliza das armas tradicionais de Okinawa como o Bo, Eku Bo, Nunchaku, Tonfa, Sai, Kama, Sansetsukon, Nunti Bo e Tinbei. A Jinbukan de Kanei Katsuyoshi e a Kenshikai de Tetsuhiro Hokama possuem diversos katas com diversas armas e seu Kobudo descende de Shinpo Matayoshi.. O Kobudo da Meibukan possui 7 Katas e todos foram desenvolvidos por Meitoku Yagi, influenciado por Shinken Taira, a partir dos Kaishu Kata da Goju-ryu. A Federação Internacional de Goju-Ryu Karate & Kobudo (derivada da Shodokan de Seiko Higa) inclui Kobudo Matayoshi e Kobudo Ryuei-ryu.

## Escolas

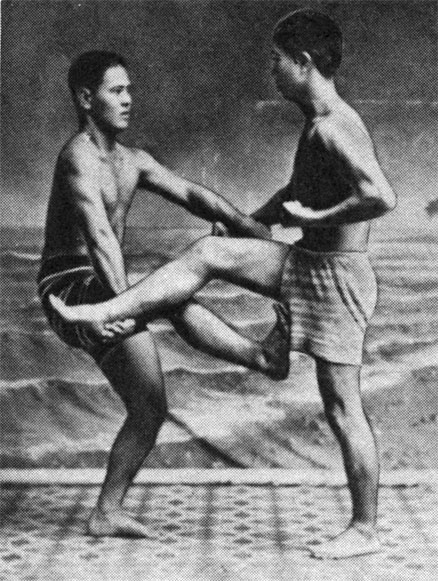
Chojun Miyagi & Juhatsu Kyoda

Chojun Miyagi não indicou oficialmente um sucessor. Alguns de seus alunos mais proeminentes iniciaram suas proprias escolas de Goju-Ryu Karate-do, tais como Seiko Higa, Eiichi Miyazato, Seikichi Toguchi, Gogen Yamaguchi e Meitoku Yagi. Passado mais de meio século desde o falecimento de Chojun Miyagi, os alunos de seus alunos também já fundaram novas escolas e/ou organizações. Yoshio Kuba, Morio Higaonna e Taira Masaji são os nomes de alguns destes. Existem escolas que tem sua sede e fundação na ilha de Okinawa, como é o caso da Shodokan, da Jundokan e da Meibukan, e existem escolas com sede e fundação nas ilhas principais do Japão, como é o caso da Seigokan e da IKGA. Também existem escolas e organizações fundadas fora do Japão, como é o caso da Jundokan International, da Ken shin kan e da GKK.

### Escolas em Okinawa
As quatro escolas originais:
- Jundokan - Eiichi Miyazato[33] (Fundador) -Miyazato Yoshihiro (Presidente)
- Meibukan - Meitoku Yagi[34] (Fundador) -Akihito Yagi (Presidente)
- Shodokan - Goju-ryu Kokusai Karate Kobudo Renmei, e Okinawa Shodokan Goju-Ryu Karate Kobudo Renmei - Seiko Higa[35] (Fundador) Yukitoshi Ishiki (Presidente)
- Shoreikan - Seikichi Toguchi[36] (Fundador) Ito Kozaburo (Presidente)

Escolas derivadas:
- International Okinawan Goju-Ryu Karate-Do Federation (IOGKF) - Morio Higaonna[37] (Fundador) -Tetsuji Nakamura (Presidente)
- Traditional Okinawan Goju-ryu Karate-Do Federation (TOGKF) Morio Higaonna (Fundador e presidente)
- Jinbukan - Kanei Katsuyoshi[38] (Fundador) Hitoshi Kanei (Presidente)
- Kenkyukai- Taira  Masaji[39] (Fundador - presidente)
- Kenshikai - Tetsuhiro Hokama[29] (Fundador - presidente)
- Kenpou-kai - Yoshio Kuba[40] (Fundador - Presidente)
- Okinawa Goju-ryu Karatedo Kyokai (OGKK) - Koshin Iha[41] (Fundador) -Koei Teruya (Presidente)
- Okinawakan - Kiichi Nakamoto (Fundador - presidente)
- Ryushokai - Senaha Shigetoshi (Fundador - Presidente)
- Seibukai - Kinei Nakasone[42] (Fundador) -Gushiken Shintoku (Presidente)
- Shobukan - Shinjo Masanobu[43] (Fundador)

### Escolas no Japão
- International Karatedo Gojukai Association (IKGA) - Gogen Yamaguchi[44] (Fundador) - Goshi Yamaguchi (Presidente)
- Japan Karate-do Federation Goju-Kai (JKF) - Eizo Ujita[45](Presidente)  (Trata-se de uma federação e não de uma escola)
- Ohshikai - Kiyotaka Takasaki[46] ( Fundador-Presidente)
- Seigokan- Seigo Tada[47] (Fundador) -Seigo Tada III (Presidente)
- Senbukan - Kanki Izumikawa[48] ( Fundador) -Katsuya Izumikawa (Presidente)

### Organizações em outros países
- Goju-Ryu Karatedo International (GKI) - James Rousseau[49]
- Goju-ryu Karate-do Kyokai (GKK) - Motoo Yamakura[50]
- Jundokan International - Teruo Chinen[51]
- Ken shin kan - Seiichi Akamine, Brasil.[52]
- Nippaku Shobu-Kan - Lucia Akemi Yamauti, Brasil.
- Ryubukai - Yasunori Yonamine, Brasil.
- Seibukan - Morimasa Yamauchi, Brasil.
- Seiwakai - Shuji Tazaki[53]

### Representantes em Portugal
Escolas de Okinawa
- Associação Portuguesa de Karaté Goju-Ryu Shodokan (APKGS) - José Oliveiraa

- IOGKF - Associação Portuguesa de Okinawa Goju-Ryu Karaté-Do (APOGK) - Jorge Monteiro[54]
- Jundokan - Nuno Cardeira
- Meibukan - Associação Meibukan Portugal - Ricardo Leite
- OkinawaKan -  Jaime Pereira

Escolas do Japão
- IKGA - Associação de Karate Goju Portugal - Alberto von Doellinger Ramos[55]

- JKF Goju-kai - Japan Karatedo Federation Goju-Kai Portugal

- Ohshikai - Associação de Karate-Do Goju-Ryu Ohshikai de Portugal (AKGROP) - Carlos Fernandes

- Seigokan - Associação de Karate-Do Seigokan de Portugal (AKSP) - José Manuel Santana

Organizações internacionais
- Jundokan Internacional de Portugal - José Campos

### Representantes no Brasil
Escolas de Okinawa
- IOGKF - IOGKF Brasil - José Mario[56]
- Meibukan - Meibukan Brasil - Tenchi Dojo
- Shobukan - Dojo Yamauchi - Jeremias Yamauchi
- Shodokan - Goju-Ryu Shodokan Brasil - Gonzalo Velasco

Escolas do Japão
- IKGA - IKGA Brasil - Luiz Kotsubo[57]

- Seigokan - Goju-Ryu Seigokan Karate-Do Brasil (GSKB) - Roberto Takeshi Fukuchi[58]
- Senbukan - Senbukai do Brasil Goju-ryu Karatê-dô - Mahomed Chales[59]

## Graduação
O uso das graduações Kyu/Dan e as faixas coloridas foi um sistema criado por Jigoro Kano, o fundador do Judo, e adotado pelo Karate. Ele varia de acordo com cada estilo de Karate e mesmo entre cada escola dentro de um mesmo estilo. No estilo Goju-ryu, cada escola tem suas variações na escolha das cores das faixas de Kyu abaixo da faixa preta.
IOGKF
| Faixa                    | Kyu/Dan          | Imagem |
| ------------------------ | ---------------- | ------ |
| Branco                   | 10º Kyu          |        |
| Branco 1 ponta           | 9º Kyu           |        |
| Amarelo                  | 8º Kyu           |        |
| Laranja                  | 7º Kyu           |        |
| Verde                    | 6º Kyu           |        |
| Azul                     | 5º Kyu           |        |
| Vermelho                 | 4º Kyu           |        |
| Marrom/Castanho          | 3º Kyu           |        |
| Marrom/Castanho 1 ponta  | 2º Kyu           |        |
| Marrom/Castanho 2 pontas | 1º Kyu           |        |
| Preto                    | 1º Dan - 10º Dan |        |

IKGA
| Faixa           | Kyu/Dan          | Imagem |
| --------------- | ---------------- | ------ |
| Branca          | 7º Kyu           |        |
| Amarela         | 6º Kyu           |        |
| Laranja         | 5º Kyu           |        |
| Azul            | 4º Kyu           |        |
| Verde           | 3º Kyu           |        |
| Roxa            | 2º Kyu           |        |
| Marrom/Castanho | 1º Kyu           |        |
| Preta           | 1º Dan - 10º Dan |        |

Seigokan
| Faixa                    | Kyu/Dan         | Imagem |
| ------------------------ | --------------- | ------ |
| Branca                   | 10º Kyu         |        |
| Amarela                  | 9º Kyu          |        |
| Amarela 1 ponta          | 8º Kyu          |        |
| Amarela 2 pontas         | 7º Kyu          |        |
| Verde                    | 6º Kyu          |        |
| Verde 1 ponta            | 5º Kyu          |        |
| Verde 2 pontas           | 4º Kyu          |        |
| Marrom/Castanho          | 3º Kyu          |        |
| Marrom/Castanho 1 ponta  | 2º Kyu          |        |
| Marrom/Castanho 2 pontas | 1º Kyu          |        |
| Preta                    | 1º Dan - 8º Dan |        |

## Na cultura popular
Na série de filmes Karate Kid, o personagem Sr. Miyagi, interpretado por Pat Morita recebeu seu nome em homenagem a Chojun Miyagi, e foi baseado em seu proeminente aluno Meitoku Yagi, fundador da escola Meibukan. O Karate que o Sr. Miyagi ensina é baseado no Goju-ryu e inclusive os Katas Tensho e Seienchin são executados no filme. O famoso chute da garça ou crane kick, é baseado em um Kata real da escola Shoreikan chamado Hakutsuru. O famoso Karateca do estilo Shito-ryu, Fumio Demura, foi o consultor técnico de Karate do filme e dublê de Pat Morita.
Na Websérie Cobra Kai, Anteriormente no serviço de streaming YouTube Red e atualmente no Netflix, o personagem Daniel LaRusso, que foi aluno do senhor Miyagi na série de filmes Karate Kid, é praticante de Goju-ryu. O personagem inclusive executa o Kata Seienchin em uma das cenas, ele também demonstra o Okinawa Kobudo através do uso do bastão Bo. O nome do Dojo de Daniel LaRusso, MiyagiDo Dojo, é outra homenagem ao fundador do Goju-ryu, Chojun Miyagi. Na série, movimentos do estilo Kyokushin foram adicionados ao MiyagiDo. Na segunda temporada da série a foto de Chojun Miyagi aparace no MiayagiDo Dojo do personagem Daniel LaRusso.
No Filme O Faixa Preta (Kuro Obi) um dos personagens principais, Giryu, é interpretado por Akihito Yagi, Karateca da Meibukan Goju-ryu. Este executa os movimentos reais do Goju-ryu no filme e apresenta diversos Katas como o Sanchin, Tensho, Shisochin e Sepai. No filme também estão representados os estilos Shotokan (JKA) com ator Tatsuya Naka (Taikan) e Kyokushin com o ator Yuji Suzuki (Choei).
Na série de jogos de vídeo game Tekken, o personagem Heihachi Mishima pratica o estilo de sua família, o Mishima-ryu Kenka Karate (三島流喧嘩空手?), cujos movimentos no jogo são fortemente baseados nos estilos Goju-ryu e Kyokushin.
O ex-primeiro ministro do Japão Yoshihide Suga é praticante de Goju-ryu da escola Shoreikan. Período de 09/2020 até 10/2021.